# Хурт, Норберт
Норберт Хурт (эст. Norbert Hurt; 16 апреля 1983, Тарту) — эстонский футболист, нападающий, футбольный тренер.

## Биография

### Карьера игрока
Воспитанник Тартуской футбольной школы (Тарту Ялгпалликоол), во взрослых соревнованиях дебютировал в 1999 году в составе старшей команды школы. В 2000—2003 годах выступал в Эсилиге в составе тартуского «Меркуура», затем играл за вторые составы «Элвы» и «Таммеки». В середине 2000-х годов сосредоточился на тренерской деятельности, но продолжал выступать за любительские клубы в низших дивизионах.

### Тренерская карьера
Начал тренировать детей в 2004 году в Тартуской футбольной школе. С 2007 года возглавлял третий и второй составы «Таммеки», работал в тренерском штабе основной команды, в 2009 году был главным тренером. Одновременно возглавлял юношескую сборную Эстонии.
В августе 2011 года назначен главным тренером «Флоры-2». С июля 2013 по июль 2016 года работал главным тренером «Флоры», под его руководством команда стала чемпионом Эстонии (2015), обладателем Кубка (2016) и Суперкубка страны (2014, 2016). В июле 2016 года был отправлен в отставку после поражения в предварительном раунде Лиги чемпионов от гибралтарского клуба «Линкольн Ред Импс», после увольнения остался работать в структуре «Флоры». С декабря 2023 года стал главным тренером «Флоры».

## Достижения (как тренер)
- Чемпион Эстонии (1): 2015
- Бронзовый призёр чемпионата Эстонии (1): 2014
- Обладатель Кубка Эстонии (1): 2016
- Обладатель Суперкубка Эстонии (2): 2014, 2016

## Личная жизнь
Брат Мартин (род. 1984) также футболист.